# ナズミ・ナサルディン
ムハンマド・ナズミ・ビン・ナサルディン(マレー語: Muhammad Nazmi bin Nasaruddin、1990年2月26日 - ) は、マレーシアのサッカー審判員。

## 来歴
2011年からマレーシア・プレミアリーグ（マレーシア2部）の主審、マレーシア・スーパーリーグ（マレーシア1部）の第4審などで活動。
2016年から国際サッカー連盟（FIFA）の国際審判員として登録され、2017年2月22日のAFCカップ2017グループH・ヤダナボンFCvsホーム・ユナイテッドFC戦で国際主審デビューを果たした。